# Cryptostylis arachnites
Cryptostylis arachnites är en orkidéart som först beskrevs av Carl Ludwig von Blume, och fick sitt nu gällande namn av Justus Carl Hasskarl. Cryptostylis arachnites ingår i släktet Cryptostylis, och familjen orkidéer. Inga underarter finns listade i Catalogue of Life.